# اکالیپتوس فریزر
اکالیپتوس فریزر (نام علمی: Eucalyptus fraseri) نام یک گونه از سرده اوکالیپتوس است.